# Wereldbeker schaatsen 2018/2019 - Wereldbeker 5
De Wereldbeker schaatsen 2018/2019 Wereldbeker 5 was de vijfde wedstrijd van het wereldbekerseizoen die van 1 tot en met 3 februari 2019 plaatsvond in het Vikingskipet in Hamar, Noorwegen. Er stonden alleen klassieke individuele afstanden op het programma.

## Tijdschema
| Datum                | Onderdeel                                                                     |
| -------------------- | ----------------------------------------------------------------------------- |
| Vrijdag 14 december  | 3000 meter vrouwen 5000 meter mannen                                          |
| Zaterdag 15 december | 1e 500 meter vrouwen 1e 500 meter mannen 1000 meter vrouwen 1000 meter mannen |
| Zondag 16 december   | 2e 500 meter vrouwen 1500 meter mannen 1500 meter vrouwen 2e 500 meter mannen |

## Podia

### Mannen
| Wedstrijd | Goud                            | Tijd    | Zilver                        | Tijd    | Brons                   | Tijd    |
| 1e 500 m  | Pavel Koelizjnikov Rusland      | 34,65   | Kim Jun-ho Zuid-Korea         | 34,71   | Dai Dai N'tab Nederland | 34,77   |
| 2e 500 m  | Pavel Koelizjnikov Rusland      | 34,78   | Roeslan Moerasjov Rusland     | 34,82   | Kim Jun-ho Zuid-Korea   | 34,84   |
| 1000 m    | Kai Verbij Nederland            | 1.08,47 | Thomas Krol Nederland         | 1.08,53 | Kjeld Nuis Nederland    | 1.08,71 |
| 1500 m    | Denis Joeskov Rusland           | 1.44,95 | Håvard Bøkko Rusland          | 1.46,28 | Kim Min-seok Zuid-Korea | 1.46,39 |
| 5000 m    | Sverre Lunde Pedersen Noorwegen | 6.16,16 | Aleksandr Roemjantsev Rusland | 6.19,24 | Ted-Jan Bloemen Canada  | 6.20,44 |

### Vrouwen
| Wedstrijd | Goud                           | Tijd    | Zilver                    | Tijd    | Brons                      | Tijd    |
| 1e 500 m  | Nao Kodaira Japan              | 37,25   | Vanessa Herzog Oostenrijk | 37,37   | Angelina Golikova Rusland  | 37,91   |
| 2e 500 m  | Vanessa Herzog Oostenrijk      | 37,61   | Angelina Golikova Rusland | 37,90   | Olga Fatkoelina Rusland    | 38,09   |
| 1000 m    | Brittany Bowe Verenigde Staten | 1.14,79 | Nao Kodaira Japan         | 1.15,25 | Lotte van Beek Nederland   | 1.15,42 |
| 1500 m    | Brittany Bowe Verenigde Staten | 1.55,89 | Lotte van Beek Nederland  | 1.56,13 | Joy Beune Nederland        | 1.57,15 |
| 3000 m    | Martina Sáblíková Tsjechië     | 4.02,17 | Natalja Voronina Rusland  | 4.03,76 | Marina Zoejeva Wit-Rusland | 4.03,80 |